# Romano Scarfagna
Romano Scarfagna (Farindola, 1º luglio 1951) è un politico italiano.

## Biografia
Geometra, sindaco di Farindola dal 23 gennaio al 5 luglio 1990, fu più volte consigliere provinciale, regionale e consigliere comunale, è stato deputato alla Camera nell'XI legislatura dal 1992 al 1994 col Partito Liberale Italiano.